# Conde Yorga, Vampiro
Conde Yorga, Vampiro es una película de vampiros/terror de 1970 protagonizada por Robert Quarry. Le siguió una secuela, El regreso del Conde Yorga.
AIP había planeado revivir en un mismo escenario al Conde Yorga como un adversario para el abominable Dr. Phibes en El Dr. Phibes ataca de nuevo. Sin embargo, este plan fue abandonado y Robert Quarry apareció como un artificialmente joven Dr. Biederbeck.
Robert Quarry interpretaría después a otro vampiro, el mesiánico Khorda en The Deathmaster de 1973, que se confunde a menudo con las películas de Yorga porque API tomó los derechos de distribución y comenzó a utilizar el término "The Deathmaster" para promover la secuela Yorga,  El Regreso del Conde Yorga.

## Sinopsis
La película abre con la narración por el actor de carácter George Macready (cuyo hijo Michael produjo la película) acerca de la superstición de los vampiros mientras vemos un camión que transportaba un ataúd en Los Ángeles. 
La película luego cambia a una sesión espiritista donde los implicados intente ponerse en contacto con el espíritu de la recientemente fallecida madre de uno de los participantes, Donna. Es aquí donde conocemos al personaje del título, Yorga (Robert Quarry), que preside la sesión en casa de Donna y se las arregla para encantar a los otros invitados. Tras la sesión, dos de los invitados, Erica y su novio Paul, ofrecen para conducir al Conde a casa. Al experimentar problemas con el auto fuera de la mansión de Yorga, los dos se resignan a a permanecer en la camioneta durante la noche. 
Yorga observa a la pareja hacer el amor y, a continuación, los ataca, noqueando a Paul y mordiendo a Erica. El día siguiente comienza con Erica comiéndose un gato y actuando mucho más agresiva y seductora.
No toma mucho para los protagonistas masculinos sospechar que un vampiro está trabajando. Mientras reflexionan sobre la existencia de los muertos vivientes, Yorga visita a Erica durante la noche, le muerde una vez más, convirtiéndola en muerta viviente y la trae de vuelta a la mansión para unirse a sus otras dos novias. 
Paul va a la mansión de Yorga para traerla de vuelta, pero Yorga lo esperaba y fácilmente lo somete y lo mata con ayuda de su sirviente deforme, Brudah. El resto de los personajes restantes va de noche a pedir información del paradero de Paul y uno de ellos, el Dr. Hayes (Roger Perry), trata con Yorga durante su visita. Pero Yorga fácilmente desvía los trucos verbales de Hayes y logra hipnotizar a Donna cuando los demás no están mirando. 
Durante el día, Yorga llama a Donna y, en un trance, ella regresa a su mansión, donde Brudah la viola. Hayes y el novio de Donna, Michael, se dan cuenta de que no está y se dirigen a la mansión de Yorga cuando oscurece. Allí se separan y Hayes es confrontado por Yorga nuevamente. Le ofrece la prueba de que él es un vampiro, llevando al desprevenido doctor a una trampa en su sótano donde están durmiendo sus novias vampiro. Hayes lleva a Michael afuera, las novias despiertan y le atacan.
Michael mientras tanto, recorre la mansión y encuentra el cuerpo de Paul y entrar en una confrontación con Brudah, a quien mata. Mientras tanto, arriba, Yorga reúne a Donna con su madre, quien pasa a ser una de las novias de Yorga. Michael encuentra a Hayes, ensangrentado y moribundo en el sótano del Yorga. Con su último aliento, Hayes le dice el paradero de Donna a Michael, mientras que Erica y otra novia vampiro de Yorga intentan atacarlo.
Michael logra defenderse y entonces sube, para enfrentar a la madre de Donna y a Yorga. Yorga empuja a su novia en la estaca de Michael y escapa. Michael va detrás de él y Yorga casi lo ahoga hasta la muerte, pero logra parar a Yorga con su estaca. Yorga muere y se convierte en polvo mientras Michael y Donna miran.
En su intento por salir, se ven enfrentados a las dos restantes novias. Michael consigue mantenerlas a raya con una Cruz y las persigue fuera. Lamentablemente, cuando él se voltea, Donna, ahora transformada en un vampiro, lo ataca.
"¿Superstición?" dice la voz del narrador en el último momento de la película antes de que se escuche su risa en la noche y "El Fin" aparece en la pantalla, mostrándonos a un Michael ensangrentado y muerto.

## Origen
Originalmente, la producción iba a ser una película porno soft core llamada Los amores del Conde Iorga, y algunas escenas de la película se muestran en la pantalla de título. El actor Robert Quarry le dijo a Michael MacReady que interpretaría el papel de vampiro si convertían la historia en una verdadera película de terror. Marsha Jordan, la actriz que interpretó a la madre de Donna, previamente había incursionado en dicho género como Marsha, El Ama de casa Erótica.

## Dificultades con la MPAA
Stephen Farber, en su libro de 1972 "The Movie Ratings Game" detalla los problemas que tuvo el distribuidor de la película, American International Pictures, en la obtención de una clasificación GP (anteriormente conocido como M, más tarde rebautizada como PG) de la Motion Picture Association of America, que inicialmente estuvo dividida en cuanto a si se daría a la película una clasificación R o X. AIP insistió en que necesitaban una clasificación de GP sin restricciones para que la película pudiera ser estrenada en el mayor número posible de teatros, sobre todo en los autocinemas. 
La película terminó ante la Junta de calificaciones de la MPAA seis veces antes de ser concedida la clasificación de GP y dos o tres minutos de contenido violento y sexual fueron finalmente retirados por AIP. Se realizaron alteraciones en la banda sonora de la película para reducir el impacto de las escenas violentas que permanecieron en la película. La versión actual en DVD de la MGM lleva una clasificación PG-13, indicando la posibilidad de que algunas de las escenas eliminadas pudieran haber sido restauradas.
El corte más evidente fue la escena en el que una mujer, después de haber sucumbido a la ansia de sangre al haber sido mordida por Yorga, termina con su gato muerto en sus manos. En la versión para el cine, la escena es tan breve que era difícil saber lo que estaba sucediendo. Copias completas de la película muestran claramente el gato ensangrentado